# Гетманский, Григорий Эдуардович
Григорий Гетманский (род. 30 апреля 1991, Тамбов) — спортсмен, специализирующийся на шашках-64 (русская и бразильская версии). Мастер спорта России (2005), международный мастер (2017), гроссмейстер России (2022).
В настоящее время (на 2024 год) тренируется самостоятельно.
Основной вклад в становление и развитие внес заслуженный тренер Б. Оксман.

## Спортивные достижения

### В личном зачете
- 4 место в чемпионате мира 2022 года по шашкам-64 (русская версия) в классической программе;
- 5 место в чемпионате Европы 2021 года по шашкам-64 (бразильская версия) в классической программе;
- Серебряный призёр кубка России 2018 года по шашкам-64 (русская версия) в классической программе;
- Бронзовый призёр молодёжного чемпионата мира 2017 года по шашкам-64 (бразильская версия) в классической программе;
- Серебряный призёр молодёжного чемпионата Европы 2017 года по шашкам-64 (русская версия) в классической программе и бронзовый призёр в рапид;
- Серебряный призёр молодежного чемпионата мира 2008 года по шашкам-64 (бразильская версия) в блице и дважды бронзовый призёр в классической программе и рапид;
- 1 место в чемпионате Израиля 2024 года по шашкам-64 (русская версия) в рапид;
- 1 место в чемпионате Израиля 2024 года по шашкам-64 (бразильская версия) в блице;
- 1 место в чемпионате Израиля 2024 года по шашкам-64 (русская версия) в блице.

Результаты в чемпионатах России по шашкам-64 среди мужчин: 5 место в классике (2022 год);  5 место в рапиде (2019 год); 6 место в блице (2021 год); 13 место в классике (2005 год); 10 место в рапид (2017 год).
Другие результаты на чемпионатах мира по шашкам-64 среди мужчин: 17 место в классике (2007 год); 15 место в рапид (2020 год).
Другие результаты на чемпионатах Европы по шашкам-64 среди мужчин: 10 место в классике (2016 год); 8 место в рапид и 7 место в блице (2018 год). 

### В команде
Трижды становился чемпионом мира по шашкам-64 в команде, выступая за сборную России (ЦФО):
в 2016 году на третьей классической доске сыграл 6 партий (+2,=3,-1) ;
в 2019 году на второй доске с жеребьевкой ходов сыграл 3 партии (+2,=1,-0);
в 2020 году на третьей доске с жеребьевкой ходов сыграл 5 партий (+1,=3,-1) .
В 2018 году стал чемпионом Европы по шашкам-64 в командном зачете в составе сборной России.
В 2021 году стал чемпионом России по шашкам-64 в команде, выступая за Тульскую область.
Другие результаты в командных чемпионатах мира: 3 место (2015 год) ; 2 место (2017 год); 2 место (2018 год) ; 2 место (2021 год). Статистика выступления в командном чемпионате мира 2021 года (блиц) 6 партий на 2 доске: +3,=3,-0.

### Прочие достижения
- победитель Всероссийских соревнований "Города воинской славы" (Орёл) в классике и призер в блице (2023 г.);[4]
- победитель Всероссийских соревнований "Мирный атом" (Удомля) в классике и призер в блице (2023 г.);[5]
- призер Всероссийского турнира памяти С.А. Овечкина (Орёл) в блице (2022 г.);[6]
- призер Традиционного турнира «Белые ночи» (Санкт-Петербург) в блице (2022 г.);[7]
- победитель этапа кубка мира "Узбекистан - Опен" в рапиде (2022 г.);[8]
- призер Всероссийского турнира по русским шашкам (Лоо) в рапиде (2021 г.);[9]
- призер Всероссийского турнира «Белые ночи» (Санкт-Петербург) в блице (2018 г.)[10] и в классике (2019 г.)[11];
- призер Межрегионального турнира Vladimir Open в рапиде (Суздаль, 2019 г.)[12];
- призер Межрегионального турнира «Города воинской славы» в блице и классике (Орел, 2019 г.)[13];
- участник финала Всероссийского онлайн-турнира, посвященного 75-летию Победы в Великой Отечественной войне, платформа gambler суперблиц (2020 г.)[14];
- призер Международного онлайн-турнира, посвященного 40-летию Олимпийских игр в Москве, платформа playok блиц (2020 г.)[15];
- участник Международного турнира на призы президента Федерации шашек России в рапиде (Коломна, 2016 г.)[16];
- призер Мемориала А.Оводова в классике (Тула, 2014 г.);[17]
- победитель и призёр первенств мира[18] и Европы[19]  разных лет.